# 勒拿河
勒拿河（羅馬化：Lena，發音：[ˈlʲɛnə]，羅馬化：Eljune，羅馬化：Ölüöne，羅馬化：Zülkhe），旧称列拿河，是流入北冰洋的三条西伯利亚主要河流（其他两个是鄂毕河及叶尼塞河）之一。全長4400公里，是世界第11長的河流，流域面積249.2萬平方公里，勒拿河的名称来自古鄂温克语“Elyu-Ene”，意为“大河”。

## 流域
勒那河發源於中西伯利亞高原以南的貝加爾山脈，源區海拔1640公尺，距貝加爾湖僅20公里。勒那河自河源起流向西南，經過日加洛沃後轉向西北，又在烏斯季庫特轉向東北，與基廉加河匯合，從源頭到與維季姆河匯合處為勒那河上游，河段流經山地高原，河窄岸高，多急流險灘，部分山谷深達300米，河谷的寬度從2到10公里不等，部分河段只有200米。從維季姆河口到與阿爾丹河匯合處為中游，在奧廖克馬河注入後水量大增，河口以下有約640公里的河段沿勒那河柱狀岩自然公園的谷地流淌。經過最大城市雅庫茨克後進入平原，河床展寬至2公里，河流接著轉向北方，匯入右支的阿爾丹河河口以下為下游，河流在上揚斯克山脈的阻擋下轉向西北，流經中雅庫特低地並接納維柳伊河，河谷寬30公里，河漫灘寬7至15公里，其上多湖沼河汊，航道變化無常，深度15至20米。最後向北注入北冰洋邊緣的拉普捷夫海，在入海口分出150多條汊流，每年有約1200萬噸懸移質泥沙和約4100萬噸溶解物質澱積，形成俄羅斯最大的三角洲，三角洲伸入拉普捷夫海約120公里，寬約280公里，面積約3.8萬平方公里。

## 水文
冰雪融水和降雨貢獻了勒那河補給量的95%，其餘來自地下水。由於遠離溫暖的海水，勒那河流域的降水很少，大部分地區在200到400毫米之間，在南部山區能達到600至700毫米，而在三角洲只有100毫米，70%到80%的降水在夏季以降雨的形式落下。夏季常有洪水，冬季流量非常小。河口處年均流量每秒1.7萬立方公尺，最大流量每秒20萬立方公尺，最小流量每秒366立方公尺，年均徑流總量5370億立方公尺。春夏秋冬徑流量分別占全年的5.8%、65.4%、24.6%和4.2%。從9月末10月初至次年5月中旬至6月初為結冰期，春季流冰常阻塞河床引發凌汛。流域內可航行河段總長超過2.3萬公里，烏斯季庫特以下可定期通航，卡丘格至烏斯季庫特汛期可通航，通航期為120至160天，基廉加河、維柳伊河、維季姆河、奧廖克馬河、阿爾丹河亦可通航，主要港口有基廉斯克、連斯克、奧廖克明斯克、波克羅夫斯克、雅庫茨克等。水力資源蘊藏量約4000萬千瓦，但只有一小部分得到開發，支流建有維柳伊斯克水電站和馬馬卡斯克水電站。

## 生態
勒那河流域西部為中西伯利亞高原，是由雲杉和落葉松組成的泰加林分布區，東部是上揚斯克山脈、孫塔爾哈亞塔山脈和切爾斯基山脈，生長著難以穿越的雪松林，下游為苔原和零星的森林。流域內大約78%至93%的面積分布有多年凍土，雲杉、雪松、樺樹和楊樹在潮濕地區佔主導地位。兩岸洪泛區為泥炭沼澤以及生長柳樹、赤楊和樺樹的灌木叢。在河流的下游生長著苔蘚、地衣、北極罌粟和羊鬍子草等苔原植物。在中雅庫特低地，種植有大麥、燕麥、小麥、馬鈴薯、黃瓜等作物，大片草地和牧場也支持了畜牧業。魚類主要有鮭魚、鱘魚、擬鯉、鲮魚和鱸魚。1985年在勒那河三角洲建立了面積14323平方公里的烏斯基自然保護區，保護區有29種哺乳動物、95種鳥類、723種植物，包括熊、狼、馴鹿、紫貂、黃鼬、天鵝、楔尾鷗等。